# Hell Fest
Pour plus de détails, voir Fiche technique et Distribution.
Hell Fest est un film américain réalisé par Gregory Plotkin, sorti en 2018.

## Synopsis
le soir d'Halloween, un tueur en série terrorise un groupe d'amis adolescents dans un parc d'attractions.

## Fiche technique
- Titre : Hell Fest
- Réalisation : Gregory Plotkin
- Scénario : Seth M. Sherwood, Blair Butler, Akela Cooper, William Penick, Christopher Sey et Stephen Susco
- Musique : Bear McCreary
- Photographie : José David Montero
- Montage : David Egan et Gregory Plotkin
- Production : Gale Anne Hurd et Tucker Tooley
- Société de production : Valhalla Motion Pictures
- Société de distribution : Lionsgate (États-Unis)
- Pays :  États-Unis
- Genre : Thriller et slasher
- Durée : 89 minutes
- Dates de sortie : 
  -  États-Unis : 28 septembre 2018
  -  France : 9 janvier 2019 (VOD)

## Distribution
- Cynthea Mercado : Jodi
- Stephen Conroy : « L'Autre »
- Amy Forsyth : Natalie
- Reign Edwards : Brooke
- Bex Taylor-Klaus : Taylor
- Christian James : Quinn
- Matt Mercurio : Asher
- Roby Attal : Gavin

## Accueil
Le film a reçu un accueil défavorable de la critique. Il obtient un score moyen de 26 % sur Metacritic.